# Dobromiła Kulińska
Dobromiła Kulińska (ur. 29 sierpnia 1934 w Sosnowcu, zm. 1996) – polska polityk, posłanka na Sejm PRL VII i VIII kadencji.

## Życiorys
W 1956 uzyskała tytuł zawodowy inżyniera włókiennika na Politechnice Częstochowskiej. W 1961 wstąpiła do Polskiej Zjednoczonej Partii Robotniczej. Od 1969 zasiadała w egzekutywie Komitetu Powiatowego partii (do 1970) i w plenum Komitetu Miejskiego. W 1971 została sekretarzem ekonomicznym Komitetu Powiatowego. W latach 1974–1976 była radną Wojewódzkiej Rady Narodowej w Katowicach. W 1976 uzyskała mandat posłanki na Sejm PRL VII kadencji w okręgu Dąbrowa Górnicza. Zasiadała w Komisji Przemysłu Lekkiego. W 1980 uzyskała reelekcję w tym samym okręgu. Zasiadała w Komisji Przemysłu Lekkiego oraz w Komisji Przemysłu. Była posłanką do końca kadencji w 1985. Pracowała jako kierownik Wydziału Przędzalni w Zawierciańskich Zakładach Przemysłu Bawełnianego.
Odznaczona m.in. Srebrnym i Złotym Krzyżem Zasługi, Odznaką 1000-lecia Państwa Polskiego oraz Medalem 30-lecia Polski Ludowej. Została pochowana na cmentarzu komunalnym w Zawierciu.